# Darth Sidious

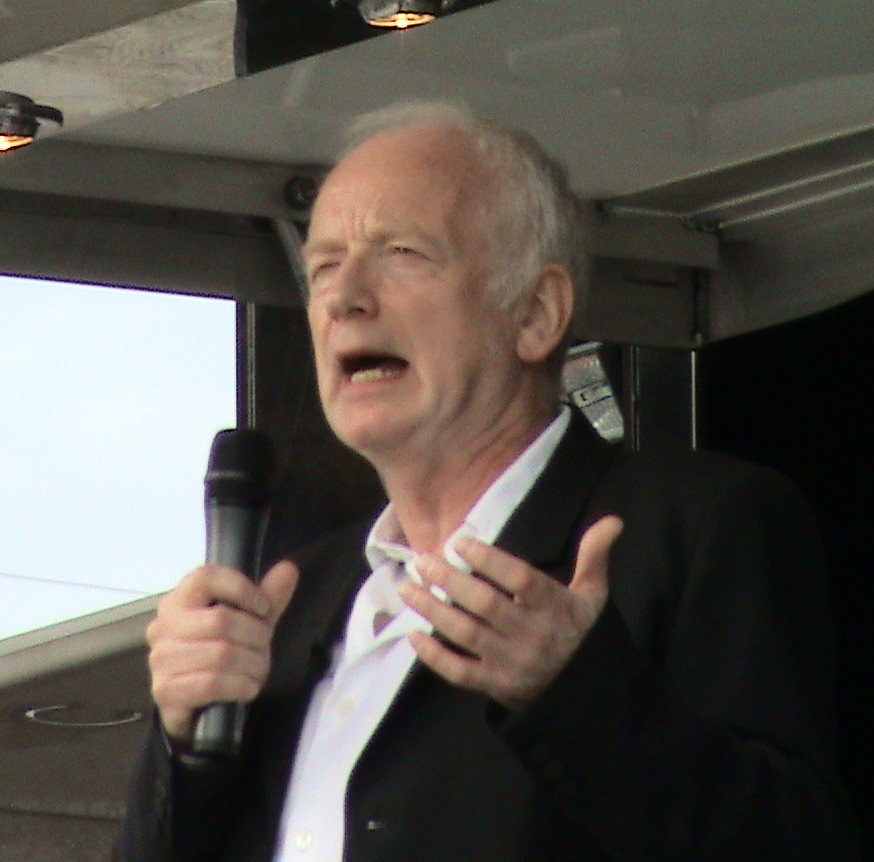
Ian McDiarmid speelde Darth Sidious in de films.

Sheev Palpatine (circa 84 BBY - 35 ABY), met zijn Sith-titel bekend als Darth Sidious, Dark Lord van de Sith, is de centrale antagonist in de Star Wars-sage. De Sithmeester is aanwezig in alle Episodes, behalve in Star Wars: Episode IV: A New Hope en Star Wars: Episode VIII: The Last Jedi, waar alleen naar hem verwezen werd met zijn titel: Keizer (Engels: Emperor). Palpatine wordt gespeeld door Ian McDiarmid.
Palpatine begint zijn weg naar de macht als een Senator van zijn thuisplaneet Naboo. Vervolgens wint hij de verkiezingen op de stadsplaneet Coruscant door de invasie van de Handelsfederatie (Trade Federation) op Naboo (die hij in zijn hoedanigheid als Darth Sidious zelf leidt) en wordt Kanselier van de Galactische Republiek. Na de Kloonoorlogen heeft Palpatine zoveel macht verworven dat hij zichzelf tot Keizer kan uitroepen en een Galactisch Keizerrijk sticht. Vanaf dat moment heeft hij alle touwtjes in handen en wordt hij vaak aangesproken als 'de Keizer' (Engels: the Emperor).

## Sithmeester
Als Sithmeester trainde Darth Sidious drie Sithleerlingen in de wegen van de Donkere Kant. Zijn eerste leerling gedurende zijn tijd als Nabooaanse senator was de Zabrak Darth Maul. Sidious had in zijn rol van Kanselier van de Republiek geen tijd om weer een leerling intensief te trainen en koos als zijn tweede leerling een ervaren Jedi Meester genaamd Graaf Dooku, die Sidious omdoopte tot Darth Tyranus. Zijn laatste leerling was Anakin Skywalker, die ook een gevallen Jedi was. Sidious noemde hem Darth Vader. Bijna kreeg Sidious Luke Skywalker (de zoon van Anakin) als zijn vierde leerling. Maar dit plan viel in duigen door toedoen van Vader.

## Biografie
Evenals in het geval van Yoda zijn weinig kenmerken rond het karakter van Palpatine onthuld. In 55 BBY werd Palpatine gekozen tot Senator voor de planeet Naboo. Tot ieders verbazing wordt Palpatine razend populair op Naboo. Hij heeft goede contacten met belangrijke kopstukken van het leger, de bevolking en de Jediraad. Hij is een erg slim politicus en hij wordt een geliefd senator in de Galactische Senaat.
Hoe hij een Sith Lord geworden is blijft onduidelijk, maar vast staat dat Darth Plagueis de meester van Darth Sidious was. Na eeuwen van gevechten die de Sith tegen elkaar en de Jedi voerden, was Plagueis de enige overlevende Sith. De Jedi zegevierden en waren zich er niet van bewust dat er nog een sterke Sith in leven was. Darth Plagueis werd oud in de schaduwen, altijd verborgen voor Jedi. Hij werd zelfs zo oud dat toen de Sith zich weer lieten zien, alle Jedi van zijn tijd al dood waren (mogelijk met Yoda als uitzondering). Terwijl de Jedi verzwakten zonder hun oude vijanden, werd Plagueis sterker en trainde hij zijn eigen leerling, Sidious. Hij werd enorm machtig en verdiepte zich steeds meer in zijn grootste passie: leven beheersen. Hij werd zelfs zo machtig dat hij kon voorkomen dat zijn geliefden zouden sterven. Echter, Sidious keek hier met wantrouwen tegen aan. Hij was bang dat Plagueis leven zou kunnen maken, en een leerling zou creëren die sterker was dan hijzelf. Uit angst doodde Sidious zijn meester in zijn slaap, waarna hij zichzelf meester mocht noemen. Hij begon meteen met de intensieve training van Darth Maul, die hij al een tijdje klaarhield, verborgen voor zijn meester. Sidious hield zich wel aan de les die de Sith eeuwen geleden hadden geleerd: er kunnen maar twee Sith zijn, een meester en een leerling, om te voorkomen dat de Sith oorlog tegen elkaar zouden voeren.

### Star Wars: Episode I: The Phantom Menace
Palpatines politieke groei begint tijdens de handelsblokkade tegen de planeet Naboo. Op aandringen van de duistere Sith Lord, Darth Sidious, zijn de leden van de Handelsfederatie de vredelievende planeet binnengevallen en hebben de controle overgenomen. Koningin Amidala weet te vluchten naar de hoofdplaneet van de Galactische Republiek, Coruscant, waar ze samen met Senator Palpatine de belangen van haar planeet zou verdedigen.
In de Senaat heeft men weinig oor naar de gebeurtenissen op Naboo, en dreigt alles in bureaucratisch gedoe te verzanden. Op aanraden van Palpatine brengt koningin Amidala een motie van wantrouwen in tegen de huidige grootkanselier Valorum, die door Palpatine als corrupt en zwak wordt omschreven. Deze motie wordt in de Senaat al gauw gesteund door andere senatoren en Palpatine wordt gekozen als een van de drie kandidaten om kanselier Valorum op te volgen.
Door zijn charisma, maar vooral door de vele sympathiestemmen vanwege de blokkade van zijn thuisplaneet, wordt Palpatine uiteindelijk de nieuwe grootkanselier van de Galactische Republiek. Op de festiviteiten voor de bevrijding van Naboo wordt Palpatine voor het eerst als Kanselier aangesproken en maakt hij een eerste kennismaking met Anakin Skywalker, een veelbelovende jongen met uitzonderlijke inzichten in de Kracht. Hij belooft Anakins carrière met grote interesse te volgen, want Anakin begint zijn opleiding tot Jedi.
Kanselier Palpatine belooft de Republiek vrede en voorspoed te brengen, met de hulp van koningin Amidala.

### Star Wars: Episode II: Attack of the Clones
Tien jaar is voorbijgegaan en de politieke toestand in de Galactische Republiek is er niet beter op geworden. Een separatistenbeweging (Confederacy of Independent Systems) onder leiding van een mysterieuze ex-Jedi Graaf Dooku heeft veel planetenstelsels kunnen overtuigen zich van de Republiek af te scheiden.
Door die woelige politieke toestand bezet Palpatine nog steeds de functie van Grootkanselier, hoewel zijn laatste termijn reeds jaren voorbij is. In de Galactische Senaat groeit het verlangen om een leger te creëren tegen de Separatisten, aangezien de Jedi te weinig macht lijken te hebben om de Republiek te verdedigen. Palpatine blijft, zo laat hij het schijnen, echter geloven in vredelievende onderhandelingen en staat weigerachtig tegenover geweld.
In die woelige tijden ontstaat echter een sterke vriendschap tussen Jedi Anakin Skywalker en Palpatine. Palpatine is voor Anakin een vaderfiguur aan wie hij veel kan toevertrouwen wat niet altijd even gemakkelijk kan bij de Jedi. Palpatine adviseert Anakin vaak om zijn gevoel te volgen, zodat hij later ongetwijfeld de sterkste Jedi ooit zal worden.
Ondertussen wordt er een geheim kloonleger ontdekt door Jedi Meester Obi-Wan Kenobi. Dit leger is bestemd voor de Republiek. Gedurende zijn verdere inspectie van de planeet Geonosis komt Obi-Wan te weten dat de Separatisten een leger aan het vormen zijn om de Republiek aan te vallen.
Als het nieuws de Galactische Senaat bereikt, is er paniek alom. De noodzaak van een leger is groter dan ooit tevoren en dit geheime kloonleger zou heel erg handig kunnen zijn. Om de besluiteloosheid van de Senaat te vermijden wordt besloten aan Kanselier Palpatine noodvolmachten (Emergency Powers) te geven, waardoor hij dit leger met één amendement zal kunnen goedkeuren. Nog nooit had een Kanselier zoveel macht in handen.
Zo ontstaan uiteindelijk op de planeet Geonosis de legendarische Kloonoorlogen: de Jedi, ondersteund door het kloonleger van de Republiek tegen het droidleger van de Separatisten. De eerste veldslag levert een overwinning voor de Republiek op, hoewel de Jedi enorme verliezen lijden. Bovendien weet Graaf Dooku, de separatistenleider, te ontsnappen uit de handen van de Jedi.
Wat de Jedi en Senatoren echter niet weten is dat Graaf Dooku, oftewel Darth Tyranus de nieuwe Sith-leerling was van Darth Sidious, die opnieuw achter de schermen opereert. Ook is voor de Republiek onbekend dat de twee Sith achter de creatie van het klonenleger steken. De Jedi weten wel van het bestaan van een zekere Darth Sidious, maar weten nog steeds niets over zijn echte identiteit. Deze situatie zal blijven duren tot het einde van de Kloonoorlogen. Zie voor de Kloonoorlogen: Star Wars: The Clone Wars.

### Star Wars: Episode III: Revenge of the Sith
Palpatine is nog steeds de leider van de Republiek van het Melkwegstelsel als de Kloonoorlogen beginnen, en na de val van de Republiek wordt hij de Keizer (The Emperor). Uiteindelijk wordt het duidelijk dat Palpatine eigenlijk Darth Sidious is; een Sith Lord met immense krachten en een gigantische machtsbasis.
In Star Wars: Episode III: Revenge of the Sith, wanneer de Kloonoorlogen in volle gang zijn, wil Palpatine een nieuwe leerling opleiden tot Sith. Hij heeft Anakin Skywalker gekozen en probeert om Anakin naar de Duistere Kant over te laten lopen. Hij liegt tegen Anakin over de Jediraad om hem te overtuigen. Dit zorgt er mede voor dat Anakin zich uiteindelijk tegen de Jedi keert. Eveneens vertelt Palpatine dat hij een manier heeft gevonden om Anakins vrouw, Padmé Amidala, van de dood te redden die Anakin in visioenen had gezien. Op den duur vertelt hij Anakin zelfs dat hij een Sith is, waarop Anakin dit gaat melden aan Jedimeester Mace Windu.
Wanneer Jedimeester Windu met nog drie andere Jedi Palpatine komt arresteren, valt Palpatine hen aan. Palpatine rekent snel met Windu's mede-Jedi af, maar heeft meer moeite met de Jedimeester zelf. Door middel van De Kracht vuurt hij bliksemstralen naar Mace Windu af, maar Windu gebruikt zijn lichtzwaard om deze af te weren. De bliksemstralen spatten tegen het gezicht van Palpatine aan, waardoor dit ernstig verminkt wordt. (Andere theorieën stellen dat hier Palpatines ware gezicht onthuld wordt. De jarenlange vermomming valt eindelijk weg.) Palpatine weet dat Anakin zal komen, daarom verliest hij het duel opzettelijk. Windu wil hem net de genadeklap geven als Anakin binnenkomt. Palpatine smeekt Anakin om hulp en herinnert hem eraan dat hij de kracht heeft om Padmé te redden. Anakin weerhoudt Windu ervan Palpatine te doden, door de diens arm af te snijden met zijn lichtzwaard. Palpatine laat hierop zien dat hij maar deed alsof en vuurt opnieuw bliksemstralen af naar Windu. Door de schok wordt Jedimeester Windu uit het raam geschoten en sterft hij. Anakin sluit zich nu aan bij Palpatine/Darth Sidious, zolang deze hem maar helpt om Padmé te redden. Palpatine/Darth Sidious laat dan doorschemeren dat hij het geheim om Padmé te redden helemaal niet heeft maar dat ze er samen wel achter zullen komen. Hij geeft Anakin de Sithnaam Darth Vader en beveelt hem dan alle Jedi in de Jeditempel te vermoorden.
Na de mislukte Staatsgreep, zoals hij het zelf noemt, verandert hij de Republiek in het eerste Galactische Keizerrijk (Galactic Empire), met hemzelf als de grote leider, de Keizer. Dit principe heet de Nieuwe Orde. In zijn eerste uren als Keizer laat Darth Sidious Bevel 66 door de kloonlegers uitvoeren. Heel veel Jedi worden vermoord door de klonen. Yoda en Obi-Wan Kenobi overleven de genocide. Darth Sidious stuurt Darth Vader achter de overgebleven leiders van de Confederatie van Onafhankelijke Stelsels aan, die hij moet ombrengen.
Yoda en Obi-Wan, samen op Coruscant gekomen, breken in in de door klonen verzegelde en bewaakte Jedi Tempel. Ze zien de honderden lijken, ook van jonge padawans. Dan ontdekt Yoda dat er een Sith in de Tempel is geweest. Ze spreken af dat ze beide een Sith aanvallen en daarna weer samenkomen.
Yoda duelleert met Palpatine in de Galactische Senaat. Het gevecht heeft geen duidelijke winnaar, maar Yoda beseft dat hij best onderduikt. Obi-Wan Kenobi gaat achter Darth Vader aan. Die laatste bevindt zich op dat moment op Mustafar waar hij, op bevel van zijn meester, de leiders van de Handelsfederatie heeft uitgeschakeld. Eerst tracht Padmé wanhopig om Anakin nog bij zinnen te brengen, maar zijn vertelsels over oneindig grote macht doen haar verstommen. Ze herkent hem niet meer. Daarna volgt een duel met zijn voormalige Jedimeester Obi-Wan Kenobi. Na een lang, zwaar en zenuwslopend gevecht boven en tussen de lavastromen op de hete planeet, slaagt Obi-Wan er in de benen van zijn ex-leerling af te hakken met zijn lichtzwaard. Hij beslist hem niet te doden en na een emotioneel 'afscheid' van Kenobi's kant laat hij Anakin achter die op dat moment door de hitte van de lava begint te verbranden.
Na de twee gevechten komt Darth Sidious met een shuttle naar Darth Vader. Hij roept een medische capsule en neemt hem mee. Darth Vader wordt verder verzorgd en door Darth Sidious van de dood gered door de transformatie in een halve machine, die de bekende look is van Darth Vader. Sidious vond het wel handig om Anakin om te bouwen, want hij wist dat op een dag Anakin vele malen sterker zou zijn dan hij. Dus in deze vorm kan hij niet zijn optimale krachten gebruiken want anders zou zijn pak verbranden en hij sterven.

### Star Wars: Episode IV: A New Hope
19 jaar nadat de Republiek werd omgevormd tot een keizerrijk, wordt de Galactische Senaat door de Keizer ontbonden. De laatste overblijfselen van de Oude Republiek zijn definitief verdwenen. Dit krijgt de kijker overigens niet te zien. Er wordt enkel over gesproken in de film.

### Star Wars: Episode V: The Empire Strikes Back
Palpatine heeft in deze film een korte rol (hier werd hij oorspronkelijk door Clive Revill in plaats van Ian McDiarmid gespeeld, dat is bij de digitale herbewerkingen in 2005 pas veranderd), waarin hij een gesprek voert met Darth Vader. Beiden zijn op de hoogte van het bestaan van Luke Skywalker. Darth Vader wil heimelijk met zijn zoon samenspannen tegen de Keizer, maar in feite heeft deze hem allang door.

### Star Wars: Episode VI: Return of the Jedi
In "Return of the Jedi" verschijnt hij echter weer ten tonele, om persoonlijke supervisie te houden bij de bouw van de tweede Death Star die nog beter is dan de eerste. Ook heeft hij het plan om samen met Darth Vader diens zoon Luke Skywalker tot de Duistere Kant te verleiden. Tevens lijkt alles voorbereid op de geheime aanval van de rebellen, zodat zijn overwinning een feit lijkt. Als het tot een confrontatie met Luke komt speculeert hij op diens haat en brengt hem zo aan de rand van de Duistere Kant. Darth Vader doet er een schepje bovenop waardoor Palpatines overwinning niet ver meer lijkt, maar Luke houdt zichzelf nog net op tijd in. Hierop probeert Palpatine hem met zijn Krachtbliksem dood te martelen, maar plotseling keert Darth Vader zich van de Duistere Kant af om zijn zoon te redden, en doodt daarbij zijn meester. Luke ontsnapt met het lichaam van zijn vader die sterft aan zijn verwondingen.

## Na de films
Uit latere verhalen blijkt dat Palpatine voorbereid was op zijn dood, of al dan niet probeerde eeuwig te leven. Hij beschikte al over de truc om de geest van een dode persoon in een kloon van die persoon te plaatsen. Zodoende kon hij Bevel Lemelisk, de ontwerper van de Death Star vaak genoeg executeren. Ook had hij klonen van zichzelf klaar staan, maar uiteindelijk werd de laatste toch vernietigd waarna Palpatine definitief verslagen werd.

## Misvorming
Er bestaan veel meningsverschillen over de misvorming van Palpatines gezicht. Het lijkt in Revenge of the Sith op het eerste gezicht zo dat Palpatine misvormd wordt door de bliksemschichten die hij in zijn gezicht krijgt. Daar staat echter tegenover dat hij in Return of the Jedi Luke Skywalker martelt met deze bliksem, zonder dat er iets aan Luke te zien is. Sommigen menen daarom dat de ware toedracht van de misvorming anders ligt. Een mogelijkheid is dat Palpatine al die jaren met behulp van De Kracht zijn ware gezicht verborg, zodat hij charismatischer leek, wat bij zijn manipulaties meer van pas kwam. In het gevecht zou hij de concentratie over deze verandering verloren zijn, waarna hij het ofwel niet kon herstellen, dan wel dit niet meer nodig vond nu hij eenmaal Keizer was. Een andere suggestie wil dat Palpatines gezicht lelijk en boosaardig werd omdat hij op dat moment niet alleen veel pijn te verduren kreeg, maar ook enorm diep in de Duistere Kant tastte, in de hoop Mace Windu te kunnen verslaan. Sommigen suggereren zelfs dat hij zijn gezicht bewust vervormde om zo zwakker te lijken in de ogen van Anakin.

## Parallellen
Er zijn diverse parallellen te trekken tussen Palpatines smerige politieke spel en onze wereld. Een republiek met een Senaat, die wordt omgevormd tot een keizerrijk waarin de Senaat geen betekenis heeft, doet nogal sterk denken aan het Romeinse Keizerrijk. Dictatuur die beter zou zijn dan democratie: het komt zo vaak terug in de wereldgeschiedenis. Expansie onder het mom van dat dat het beste is doet nogal denken aan de politiek van Adolf Hitler, evenals het begrip Nieuwe Orde. Het achterstellen van andere volken en vrouwen komt overal in onze wereld terug.

## Aanheffingen
| Aanheffingen                                                                            | Aanheffingen                                                                |
| --------------------------------------------------------------------------------------- | --------------------------------------------------------------------------- |
| Episode I                                                                               | Senator Palpatine van het Souvereine Systeem Naboo                          |
| Episode I / Episode II / Episode III                                                    | Zijne Excellentie Grootkanselier Palpatine van de Galactische Republiek     |
| Episode III / Episode IV / Episode V / Episode VI                                       | Zijne Keizerlijke Majesteit Keizer Palpatine van het Galactische Keizerrijk |
| Episode I / Episode II / Episode III / Episode IV / Episode V / Episode VI / Episode IX | Darth Sidious, Dark Lord van de Sith                                        |